# Andrea Amati

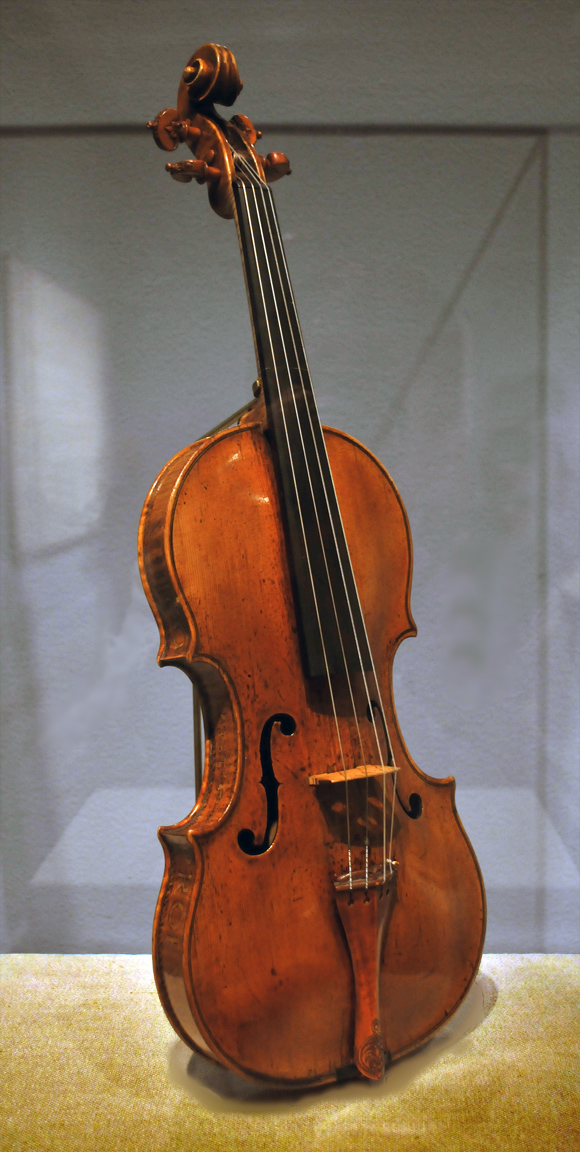
Violin av Andrea Amati

Andrea Amati, född omkring 1505, död 1577, var en italiensk fiolbyggare från Cremona och medlem av fiolbyggarfamiljen Amati. Han anses vara grundaren av den cremonianska fiolbyggarskolan. Hans två söner, Antonio Amati och Girolamo Amati, lärde sig hantverket av Andrea och förde traditionen vidare. Nicola Amati, Andreas barnbarn, var också fiolbyggare och lärare till bland annat Antonio Stradivari och Andrea Guarneri.